# Pleopeltis pleopeltifolia
Pleopeltis pleopeltifolia är en stensöteväxtart som först beskrevs av Giuseppe Raddi, och fick sitt nu gällande namn av Arthur Hugh Garfit Alston. Pleopeltis pleopeltifolia ingår i släktet Pleopeltis och familjen Polypodiaceae. Inga underarter finns listade.